# Hope (XXXTentacion)
Hope è un singolo promozionale del rapper statunitense XXXTentacion, pubblicato il 21 febbraio 2018 e incluso nel secondo album in studio ?.

## Antefatti
Il brano è una dedica alle vittime della sparatoria di Parkland, che tratta il tema del senso di colpa di un sopravvissuto al misfatto.

## Classifiche
| Classifica (2018) | Posizione massima |
| ----------------- | ----------------- |
| Canada            | 68                |
| Francia           | 131               |
| Irlanda           | 91                |
| Portogallo        | 58                |
| Svezia            | 84                |
| Stati Uniti       | 70                |
| Svizzera          | 99                |